# Дистанційний турнір з інформаційних технологій серед учнівської молоді
Дистанційний турнір з інформаційних технологій серед учнівської молоді — Інтернет-змагання олімпіадного типу серед учнів ЗНЗ України, що проводився у 2013 — 2015 роках Київським національним університетом імені Тараса Шевченка на базі його підрозділу Українського фізико-математичного ліцею за всебічної підтримки факультету кібернетики. Турнір був зосереджений на розвитку знань та умінь учнів у сфері офісних технологій та баз даних. З 2015/2016 навчального року проводиться як Всеукраїнська учнівська Інтернет-олімпіада з інформаційних технологій.

## Заснування
Ідея організації дистанційної олімпіади з нового на освітніх теренах навчального предмету — інформаційних технологій, що належить випускнику Українського фізико-математичного ліцею, студенту факультету кібернетики Гогерчаку Григорію Івановичу, знайшла підтримку серед вчительського складу та адміністрації ліцею, а також згодом була підтримана ректором Київського національного університету імені Тараса Шевченка Леонідом Васильовичем Губерським. Беручи за основу досвід проведення двох Всеукраїнських учнівських олімпіад з інформаційних технологій та Всеукраїнських Інтернет-олімпіад з інформатики, математики та фізики, організатори сформували цілісний проект Дистанційного турніру, за яким основним елементом такого змагання повинна бути мережа Інтернет та власне базовий ресурс турніру.
Наказом ректора Київського національного університету імені Тараса Шевченка Л. В. Губерського № 1115-32 від 27 листопада 2013 року «Про заснування Дистанційного турніру з інформаційних технологій серед учнівської молоді» було надано юридичну підставу початку проведення відповідного змагання.

## Формат проведення

### Поточна редакція
Дистанційний турнір з інформаційних технологій серед учнівської молоді проводився у 2013/2014 та 2014/2015 навчальних роках в чотири етапи. У відповідності до Положення, затвердженого Наказом ректора Київського національного університету імені Тараса Шевченка Л. В. Губерського № 1115-32 від 27 листопада 2013 року «Про заснування Дистанційного турніру з інформаційних технологій серед учнівської молоді», перший етап проводився у грудні, другий - у січні, третій та четвертий - у лютому. Кожний з етапів передбачає використання базового ресурсу itech.bz.ua.
Учасники беруть участь в турнірі у складі команд від навчального закладу, які очолюють координатори з числа працівників цього закладу. Кількісний склад команд не обмежується. Турнір є різновидом особистої першості.
Подібно до Всеукраїнської учнівської олімпіади з інформаційних технологій, на кожному з етапів Турніру учасникам пропонуються завдання для виконання в чотирьох додатках пакету Microsoft Office версій, не старших за 2003. Кожне з завдань учасник виконує в задані на базовому ресурсі строки (зазвичай 3-4 години) та надсилає окремо на перевірку групі членів журі. Після розв'язання завдань журі дистанційно перевіряє роботи. Кожну роботу перевіряє один член журі.
Після перевірки публікуються попередні результати та розпочинається прийом апеляційних заяв. Апеляція відбувається також дистанційно шляхом надсилання заяви на електронну адресу оргкомітету. Комісія розглядає заяву та виносить своє рішення, про яке повідомляється учасник. Після розгляду усіх заяв оголошуються остаточні результати. Журі може визначити прохідний бал. Якщо учасник набрав менше балів, ніж прохідний, він не допускається до участі в наступному етапі. Цим журі скористалося в І етапі Дистанційного турніру 2013-2014 навчального року.

## Організаційний комітет та журі
Голова організаційного комітету та журі змагання - декан факультету кібернетики, доктор фізико-математичних наук Анісімов Анатолій Васильович. З 2014 року голова оргкомітету - перший проректор Закусило Олег Каленикович. До організаційного комітету турніру також увійшли директор Українського фізико-математичного ліцею, кандидат фізико-математичних наук Горкавенко Володимир Миколайович, доцент кафедри математичної інформатики факультету кібернетики, кандидат фізико-математичних наук Завадський Ігор Олександрович, заступник директора УФМЛ Скляр Ірина Вільївна, вчитель інформатики ліцею Потієнко Валентина Олександрівна, а також студенти факультету кібернетики (випускники ліцею) Гогерчак Григорій Іванович, Стеценко Олександр Олегович та Якубів Віктор Романович.
Серед членів журі 5 Заслужених вчителів України, кандидат фізико-математичних наук, кандидат педагогічних наук, доктор фізико-математичних наук, 4 студенти Київського національного університету імені Тараса Шевченка.

## Полеміка щодо започаткування Всеукраїнської Інтернет-олімпіади
Проректор Київського національного університету імені Тараса Шевченка Бугров Володимир Анатолійович звернувся листом до заступника міністра освіти і науки України Полянського Павла Броніславовича з проханням розглянути можливість започаткування на основі Дистанційного турніру Всеукраїнської учнівської Інтернет-олімпіади з інформаційних технологій відповідно до Положення про проведення Всеукраїнських учнівських Інтернет-олімпіад з базових дисциплін [Архівовано 31 жовтня 2017 у Wayback Machine.]. Наказом Міністерство освіти і науки України №650 від 19 червня 2015 року "Про проведення Всеукраїнських учнівських Інтернет-олімпіад з математики, фізики, хімії, біології, географії, економіки, інформатики, інформаційних технологій у 2015/2016 навчальному році" було започатковано нове змагання на базі турніру - Всеукраїнську учнівську Інтернет-олімпіаду з інформаційних технологій.